# Technologie-Portfolio-Analyse
Die Technologie-Portfolio-Analyse (TPF-Analyse) ist ein Instrument des strategischen Technologiemanagements. Ihr Einsatz dient der systematischen Bewertung von (neuen) Technologien und liefert die Basis strategischer Investitionsentscheidungen zugunsten wirtschaftlich erfolgversprechender (neuer) Technologien. Entwickelt wurde die Technologie-Portfolio-Analyse Ende der 1970er Jahre von Werner Pfeiffer und Mitarbeitern der von ihm geleiteten Forschungsgruppe für Innovation und technologische Voraussage (FIV).

## Schritt 1: Technologieidentifikation
Bewertungsobjekte einer TPF-Analyse sind Technologien (→ Technologien als Objekte des Technologiemanagements). Im Zuge der Technologieidentifikation (ähnlich → Technologiefrüherkennung) sollen außer den etablierten Technologien, die bereits (seit langem) marktfähigen Produkten zugrunde liegen, auch diejenigen (neuen) Technologien erkannt werden, die aufgrund ihrer Funktion langfristig als Alternativen in Frage kommen und für heutige Technologien eine Substitutionsgefahr darstellen können. Zum Planungszeitpunkt befinden sich neue Technologien in einem Frühstadium ihrer Entwicklung. Entscheidendes Suchkriterium für die Technologieidentifikation ist deshalb vor allem die grundlegende funktionale Eignung einer Technologie bzw. die funktionale Äquivalenz neuer Technologien gegenüber etablierten.
- Beispiel:[4] Ein Hersteller von mechanischen Schlüsseln und Schließsystemen muss die Technologieidentifikation mit der Perspektive durchführen, mit welchen Technologien die Funktion „Zugangskontrolle“ gleichermaßen realisiert werden könnte. Funktional äquivalent zu seiner bisherigen Technologie sind unter anderem biometrische Verfahren, Verfahren zur Abfrage von Codes (z. B. PINs) und Lösungen auf der Grundlage mikroelektronischer Bauelemente (z. B. Chipkarte als Schlüssel).

## Schritt 2: Zukunftsorientierte Technologiebewertung

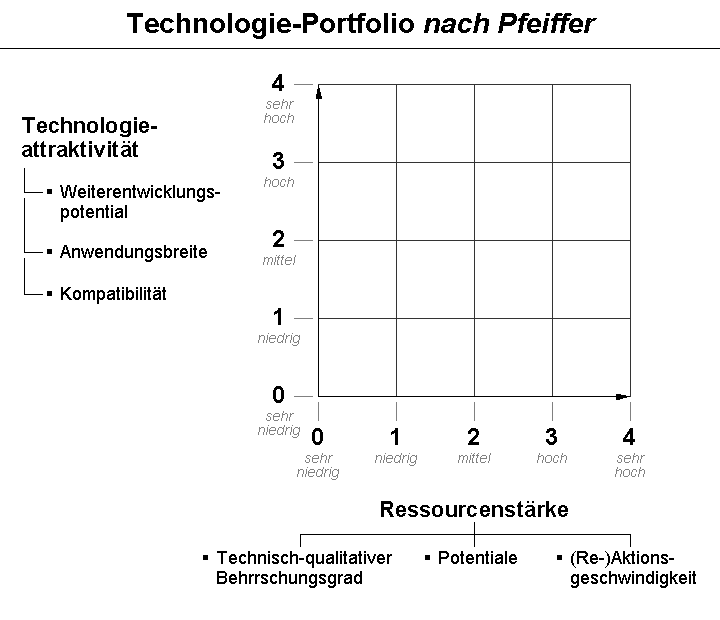
Technologie-Portfolio nach Pfeiffer mit Indikatoren

Ein Technologie-Portfolio bildet die Bewertung einer Technologie in Bezug auf zwei zentrale Größen ab: die Technologieattraktivität und die Ressourcenstärke.

### Technologieattraktivität
Die Technologieattraktivität ist „... – vereinfacht gesprochen – die Summe aller technisch-wirtschaftlichen Vorteile, die durch das Ausschöpfen der in einem Technologiegebiet steckenden strategischen Weiterentwicklungsmöglichkeiten ... gewonnen werden können.“ Die Technologieattraktivität ist einerseits von den Technologieeigenschaften (Potentialseite) und andererseits von den Anforderungen (zukünftiger) Anwender (Bedarfsseite) abhängig.
Die beiden Größen des Technologie-Portfolios, Technologieattraktivität und Ressourcenstärke, stellen jeweils ein (hoch)aggregiertes Bewertungsergebnis in Bezug auf tieferliegende Einzelfaktoren. Pfeiffer und Dögl schlagen zur Ermittlung der Technologieattraktivität drei Indikatoren vor:
- Weiterentwicklungspotential: In welchem Umfang ist eine technische Weiterentwicklung und damit Leistungssteigerungen und/oder Kostenreduzierung möglich?
- Anwendungsbreite: Wie sind die Anzahl möglicher Einsatzbereiche der Technologie und die Mengen je Einsatzbereich einzuschätzen?
- Kompatibilität: Mit welchen negativen oder positiven Auswirkungen ist in Anwender- und Umsystemen zu rechnen (Innovationshemmnisse, -treiber)?

### Ressourcenstärke
Die Ressourcenstärke drückt aus, „...in welchem Ausmaß die bewertete Unternehmung im Vergleich zu den potentiellen Konkurrenten über die Voraussetzungen verfügt, die betrachtete technologische Alternative [...] erfolgreich, d. h. zeitgerecht und in Form marktfähiger Produkte, zur Anwendung zu bringen. Sie ist mit anderen Worten ein Maß für die technische und wirtschaftliche Stärke oder Schwäche eines Unternehmens bezüglich einer Technologie relativ zu den Konkurrenten.“
Pfeiffer und Dögl schlagen zur Ermittlung der Ressourcenstärke folgende drei Indikatoren vor:
- Technisch-qualitativer Beherrschungsgrad: Wie ist unser technologiespezifisches Know-how im Verhältnis zur Konkurrenz einzuschätzen, besteht ein Entwicklungsvorsprung oder -rückstand?
- Potentiale: In welchem Umfang stehen finanzielle, personelle und sachliche Ressourcen zur Verfügung, um das bestehende Weiterentwicklungspotential der Technologie auszuschöpfen?
- (Re-)Aktionsgeschwindigkeit: Wie schnell kann das bewertende Unternehmen im Vergleich zur Konkurrenz das Weiterentwicklungspotential der Technologie ausschöpfen?

### Zukunftsorientierung und Systemperspektive
Wesentliches Charakteristikum der Technologiebewertung im Rahmen einer TPF-Analyse ist die Zukunftsorientierung bzw. langfristige Ausrichtung. Sowohl für leistungs- und kostenbezogene Technologieeigenschaften als auch die Anforderungen von Seiten der Kunden bzw. Anwender sind mögliche Zukunftsentwicklungen abzuschätzen. Hilfreiche Modelle des Technologiemanagements zur Abschätzung des zukünftigen Technologiepotential sind insbesondere das S-Kurven- und das Erfahrungskurvenkonzept. Für Prognosen über die Entwicklung der Anwenderseite können Szenarioanalysen eingesetzt werden.
Außerdem betonen Pfeiffer und seine Mitautoren die große Bedeutung einer übergeordneten System- und Umfeldperspektive, die über einzelne Technologien hinausreicht. Zum einen bedeutet dies, dass technische Umsysteme in die Analyse einbezogen werden (z. B. der für eine Durchsetzung von Brennstoffzellenantrieben für Pkw erforderliche Aufbau einer Methanol- oder Wasserstoff-Versorgungsinfrastruktur). Zum anderen sind auch nicht-technische Rahmenbedingungen für die Technologiebewertung maßgeblich (z. B. die mögliche Verschärfung der Abgasgesetzgebung), → Umfeldanalyse.
- Beispiel:[10] Spätestens Anfang der 1980er Jahre stellte sich für Hersteller von Kameras und Filmen die strategische Planungsaufgabe, die langfristige Attraktivität der beiden Technologien „Chemische (analoge) Fotografie“ und „Digitalfotografie“ zu bewerten. In den 1980er und 1990er Jahren waren die technisch-funktionale (Bildqualität, Auflösung) und die ökonomische Eignung (Stückkosten/-preis Kamera und Abzüge) der Digitalfotografie gegenüber der analogen Fotografie zwar nicht konkurrenzfähig, und in Deutschland übertraf die Verkaufsmenge von Digitalkameras erst 2003 diejenige von analogen Kameras. Mit einer langfristigen Planungsperspektive konnte aber laut Pfeiffer et al. schon frühzeitig die höhere Technologieattraktivität der Digitalfotografie erkannt werden. Anhand Moores Gesetz für die langfristige Entwicklung des Preis-Leistungs-Verhältnisses bei Halbleiterbauelementen konnte einerseits das Weiterentwicklungspotential der Digitalfotografie (mit CCD-Halbleitersensoren als zentraler technologischer Komponente) als sehr hoch erkannt werden. Andererseits begünstige auf der Anwenderseite z. B. der allgemeine Trend zur wachsenden Ausstattung von Privathaushalten mit der benötigten „Computerinfrastruktur“ die Digitalfotografie.

## Schritt 3: Auswertung des Technologie-Portfolios

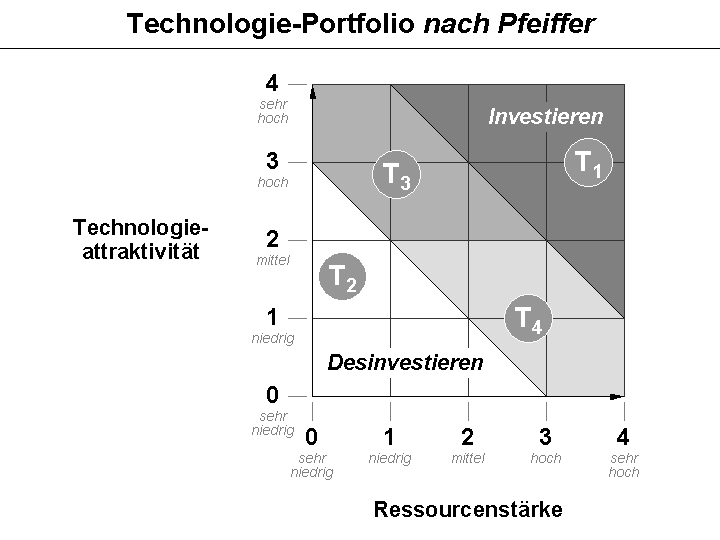
Technologie-Portfolio nach Pfeiffer mit Handlungsempfehlungen

Für vier Bereiche des Technologie-Portfolios ergeben sich spezifische Handlungsempfehlungen. Diese „... sind nicht als Dogma aufzufassen; sie geben vielmehr Empfehlungen in welche Richtung Entscheidung gefällt werden sollten.“
(1) Investitionsfeld
Bei einer hohen Technologieattraktivität in Kombination mit einer hohen Ressourcenstärke (Feld oben rechts mit Technologie T1) ist eine Technologie zu fördern. Finanzielle Mittel sollen weiter in diese Technologien investiert werden, um die gute eigene Wettbewerbsposition in wirtschaftlich attraktiven Anwendungen zu stärken.
- Beispiel: Das Darmstädter Unternehmen Merck ist für Flüssigkristalle (LCs), die für die Produktion von Flüssigkristallbildschirmen (Flachbildschirme) benötigt werden, Markt- und Technologieführer. Insbesondere bei LCs für LCD-Flachbildschirme auf Basis der Vertical Alignment-Technologie hält Merck weltweit alle wichtigen Patente (sehr hohe Ressourcenstärke). Gleichzeitig ist die Technologieattraktivität von LCs und LCDs hoch.[12]

(2) Desinvestitionsfeld
Umgekehrt ist bei einer Kombination von niedriger Technologieattraktivität mit niedriger Ressourcenstärke (Feld unten links mit Technologie T2) von Investitionen abzuraten. Unternehmen, die bisher auf diesen unattraktiven Technologiefeldern nicht aktiv waren, sollten nicht einen Einstieg versuchen. Wer sich bisher bei schwacher eigener Ressourcenstärke mit Technologien in diesem Feld beschäftigte, sollte den Wechsel auf überlegene Technologien vorbereiten.
- Beispiel: Als Technologien mit (sehr) niedriger Technologieattraktivität sind z. B. die klassische chemisch-analoge Fotografie (Filme und Kameras) sowie Kathodenstrahlröhren für TV-Bildschirme einzustufen. Für Unternehmen mit einer niedrigen Ressourcenstärke ergibt sich bei diesen Technologien eine klare Ausstiegsempfehlung.[13]

(3) Technologieattraktives Selektionsfeld
Bei einer Position mit hoher Technologieattraktivität, aber niedriger Ressourcenstärke (Feld oben links mit Technologie T3) ergeben sich zwei generelle Handlungsalternativen: (1) Ausstieg (bzw. Nichteinstieg) angesichts schwacher eigener Ressourcenstärke oder (2) Ausbau (bzw. Einstieg) in die Technologie mit massiven Investitionen, um den bestehenden Entwicklungsrückstand aufzuholen. Keine sinnvolle Strategie ist in diesen Fällen, die Technologieentwicklung „auf Sparflamme“ zu betreiben.
- Beispiel: 2004 kaufte Siemens das amerikanische Unternehmen US Filter und bündelte die Wasseraktivitäten in der Organisationseinheit Siemens Water Technologies. Vor der Übernahme war Siemens auf die kommunale Wasserbehandlung konzentriert. US Filter verfügte über attraktive Technologien für die Desinfektion von Wasser mit UV-Licht, Entsalzung und Membrantechnologien. Siemens Water Technologies kann nach der US Filter-Akquisition auch Anlagen zu Behandlung von industriellem Prozessabwasser anbieten. „Wir verfügen nun über die komplette Technologie-Palette für physikalische Wasseraufbereitung und Abwasserentsorgung“, freute sich 2004 der damalige Siemens Water Technologies-Chef Radke.[14]

(4) Ressourcenstarkes Selektionsfeld
Eine Position mit hoher Ressourcenstärke, aber niedriger Technologieattraktivität (Feld unten rechts mit Technologie T4) birgt die Gefahr der Fehlsteuerung finanzieller Mittel und personeller Ressourcen. Die Weiterentwicklung von Technologien, die gegenwärtig noch die Basis zahlreicher Produkte bilden und so kurzfristig für einen hohen Mittelzufluss sorgen, bindet häufig einen großen Teil des FuE-Budgets („wo viel herkommt, muß viel hinfließen“), während der Wissensaufbau in neuen Technologiefeldern zu kurz kommt.
- Beispiel: Eine treffende Bewertung hätte bereits Ende der 1960er Jahre elektromechanische Lösungen für Registrierkassen als wenig attraktiv eingestuft. Für ein Unternehmen wie National Cash Register (NCR) mit einer sehr großen Ressourcenstärke in Bezug auf die Elektromechanik hätte frühzeitig die Handlungsempfehlung abgeleitet werden können, Investitionen in diese alte Technologie drastisch zu kürzen und stattdessen den Wechsel zur (Mikro-)Elektronik zu forcieren.[16]